# Donato Cannone
Pour les articles homonymes, voir Cannone.
Donato Cannone, né le 16 février 1982 à Terlizzi, est un coureur cycliste italien. 

## Palmarès
- 2004
  - Giro del Pratomagno
- 2005
  - Gran Premio Sant'Agnello e San Vincenzo
  - Trofeo Alta Valle del Tevere
  - 1re étape du Tour de Toscane espoirs
  - 2e du Trophée Rigoberto Lamonica
  - 3e du Tour de Toscane espoirs
- 2006
  - 3e du Tour de Navarre

## Classements mondiaux
| Année           | 2005 | 2006 | 2007 | 2008 | 2009   | 2010 |
| --------------- | ---- | ---- | ---- | ---- | ------ | ---- |
| UCI Asia Tour   |      |      | 199e |      |        |      |
| UCI Europe Tour | 505e | 637e | 589e | 269e | 1 049e | 960e |